# Windei

Windei eines Haushuhns

Unter einem Windei versteht man ein Vogelei, das ohne Kalkschale gelegt wird und daher nur von der dünnen Schalenhaut umgeben ist. Der Name leitet sich von lateinisch ova subventanea ab (ova – ‚Eier‘; ventus – ‚Wind‘). Man dachte, dass diese Eier durch den Wind bzw. den Atem eines Gottes befruchtet worden waren.
Das Phänomen kommt bei Legehennen häufig vor. In der Regel deutet häufigeres Auftreten von Windeiern auf einen Kalkmangel hin und kann mit der Gabe von gebrochenen Muschelschalen behoben werden. Durch die zusätzliche Gabe eines Vitamin-D-Präparats kann die Calciumaufnahme verbessert werden. Meist treten Windeier bei älteren Hühnern und bei hohen, sommerlichen Temperaturen auf. Dann ist die Nahrungsaufnahme eingeschränkt und Kalkmangel macht sich besonders schnell bemerkbar.
In seltenen Fällen kann auch eine Virusinfektion der Eileiter vorliegen, dabei ist aber auch ein reduzierter Allgemeinzustand der Hühner zu beobachten. 

## Redewendung
Eine Sache, die nicht ausgereift oder erst halb fertig ist, kann metaphorisch als Windei bezeichnet werden. Die Redewendung „ein Windei ausbrüten“ bedeutet: eine nutzlose Arbeit verrichten, unrealistische Pläne schmieden.